# Жить в твоей голове
«Жить в твоей голове» — шестой студийный альбом российской исполнительницы Земфиры. Релиз пластинки состоялся 14 февраля 2013 года, когда она стала доступна для бесплатного прослушивания на сервисе Яндекс.Музыка. Запись альбома проходила в течение 2011—2013 годов на студии Земфиры в районе Красного Октября в Москве. Исполнительница привлекла к работе продюсера Андрея Самсонова, который ранее помогал ей в записи альбома «Четырнадцать недель тишины» (2002). Также свой вклад внесли такие известные музыканты, как Владимир Корниенко, Mujuice и Дэн Маринкин. Запись альбома была закончена непосредственно перед его выпуском.
В музыкальном плане «Жить в твоей голове» относится к жанрам рока и поп-рока, а стилистически включает в себя элементы постпанка, трип-хопа, построка, брит-попа и блюз-рока. По словам исполнительницы, в альбоме сильно сказалось её увлечение ритмами и риффами. В противовес её предыдущей работе, где было много духовых и фортепиано, новый альбом построен на внятных ритмах, риффах и гитарных партиях. Тематически пластинка была названа очень личной, интимной и откровенной и, в этом контексте, была сравнена с альбомом «Вендетта» (2005). Также некоторые критики отмечали, что центральными на диске стали темы смерти и «внутренней эмиграции».
«Жить в твоей голове» получил, в основном, положительные отзывы от музыкальных критиков. Позитивно описывались точность высказывания, интровертность и лаконичность звучания, повзрослевшие тексты песен, изменённый подходом к звуковым текстурам, точное и сбалансированное музыкальное сопровождение композиций. Критиковали альбом за слишком меланхоличное и депрессивное настроение и излишнее превалирование на диске темы смерти. Несколько обозревателей также отмечали слишком сильное давление на творческий процесс записи пластинки со стороны публики, а Андрей Бухарин из Rolling Stone Russia по этой причине отказался давать диску оценку.
В поддержку альбома было выпущено четыре сингла: «Без шансов», «Деньги», «Кофевино» и «Чайка». Сразу после релиза «Жить в твоей голове» получил коммерческий успех в России. За три недели после выпуска он был прослушан в стриминге около 6 миллионов раз, а общие продажи в интернете и на физических носителях составили более 37 тысяч экземпляров. Диск установил рекорд по доходам для продаж в российском сегменте интернета. В продвижение пластинки Земфира отправилась в концертный тур «Земфира. Тур 2013» по городам России, стран СНГ, Балтики и Европы.
В январе 2014 года на песню «Жить в твоей голове» выпущен клип (режиссёр — Рената Литвинова).

## Предыстория
Летом 2010 года Земфира вышла из «творческого отпуска», продлившегося три года. Первоначально состоялся релиз переиздания первых трёх студийных альбомов певицы. Позже Земфира отправилась в мини-тур, в ходе которого состоялись несколько аншлаговых концертов и выступление на фестивале «Новая Волна». Далее Земфира объявила, что собирается выпустить новый альбом весной 2011 года, однако позже, в январе, певица, поздравив поклонников с Новым годом, объявила, что релиз альбома откладывается на осень 2011 года.
В апреле состоялся релиз нового сингла. На официальном сайте Земфиры, для свободного скачивания была выложена песня «Без шансов». В тот же день композиция была представлена в эфире «Нашего радио». Летом исполнительница возобновила концертную деятельность. Она выступила на фестивале «Максидром», премии Муз-ТВ и Пикнике «Афиши». На последнем из мероприятий была впервые исполнена новая песня «Деньги». В сентябре 2011 года певица рассказала, как проходит запись новой пластинки и отмечала, что этот альбом станет последней её работой в формате лонг-плея: «После я, если и буду выпускать какие-то песни, то в формате EP. И я не буду так сходить с ума, контролируя каждую стадию, и перерывы будут не такие большие, и драматургически больше возможности высказаться», — отмечала артистка.
С октября 2011 года по апрель 2012-го Земфира провела концертный тур «12». Релиз нового альбома снова был отложен на неопределённое время. В 2012 году артистка в качестве продюсера и композитора занималась производством фильма «Последняя сказка Риты», к которому написала одноимённый саундтрек. Перед премьерой фильма, назначенной на июль, Земфира дала большое интервью сайту Colta.ru, в котором рассказала, почему долго переносила дату релиза альбома, а также заявила о долгом перерыве в общении с публикой и журналистами, в течение которого она собиралась завершить пластинку. В декабре в эфире «Нашего радио» появилась песня «Дождь», ставшая саундтреком к картине. О новой студийной работе певицы не было известно ничего вплоть до начала января 2013 года, когда было объявлено о большом концертном туре Земфиры, а уже 31 января журнал «Афиша» объявил, что релиз диска состоится 15 февраля 2013 года.

## Запись
Работа над альбомом велась последние два года перед выпуском. В сентябре 2011 года Земфира ответила на вопросы поклонников на своём официальном сайте и рассказала о процессе записи, который, на тот момент, уже шёл активно. Исполнительница говорила, что некоторые песни перезаписывались по два-три раза и сама певица принимала активное участие в работе, исполняя многие инструментальные партии, а также руководила записью и редактировала. В связи с этим она высказывала мнение, что новый альбом получается «очень авторским». Непосредственная запись на студии проходила в течение восьми месяцев. Звукорежиссёром альбома выступил Андрей Самсонов, ранее работавший с Земфирой над альбомом «Четырнадцать недель тишины» (2002). В интервью санкт-петербургскому журналу «Собака. Ru» он рассказал, что запись на студии началась примерно 15 июня 2012 года и продолжилась вплоть до 13 февраля: «Альбом был закончен буквально за 7 часов до его обнародования в сети», — утверждал музыкант. По его словам, процесс записи шёл интенсивно, и некоторые песни были исключены из окончательной версии альбома, а некоторые, наоборот, добавлены в последний момент. Когда выбиралась каждая песня, к музыкантам не всегда приходило понимание, как она должна звучать в окончательном варианте. Самсонов приводил в пример заглавную песню «Жить в твоей голове», которая была записана в последний день перед релизом, а текст писался за несколько дней до записи. Приоритетом в работе было создание максимально аналогового, а не электронного звучания.

## Тематика альбома
Бывают песни «про нас», а бывают «через нас». Те, что «про нас», затрагивают барабанные перепонки, иногда вторгаются в ход мыслей, не отвлекая от внутренней жизни, ничего в нас не меняя. Те, которые другие, которые «через нас», начинают жить в голове, иногда полностью выворачивая наизнанку то, что там укрыто, и даже меняя пейзаж вокруг. Именно таким оказался альбом Земфиры под №6… …«Жить в твоей голове» — альбом о великой любви. Любви, которую всё равно поранят, затопчут, которой душно, тесно во времени, календарно с ней совпавшем. Но эта Любовь вне времени.
Земфира говорила, что преобладающим настроением альбома является драма. Несколько журналистов и обозревателей отмечали, что на тематику альбома повлияло пристальное внимание публики к исполнительнице. Музыкальный критик Александр Горбачёв писал, что изначальное «давление» на новую работы Земфиры было «преизрядное», а Андрей Бухарин из журнала Rolling Stone Russia по этой причине отказался ставить «Жить в твоей голове» профессиональную оценку. Критик отмечал, что Земфире можно, в каком-то смысле, позавидовать из-за её «фантастического» статуса, а с другой — завышенные ожидания публики, по его мнению, оказали слишком существенное давление на творческий процесс певицы. Борис Барабанов посчитал, что большое доверие публики оказало влияние на полную аполитичность новых песен, а Горбачёв, напротив, не находил в этом политического контекста. Журналист описывал основную тему альбома, как «внутреннюю эмиграцию» — желание человека спрятаться в собственном подсознании от окружающей его ненависти.
В целом, «Жить в твоей голове» был назван очень личным, интимным и откровенным и, в этом контексте, был сравнен с альбомом «Вендетта». Также некоторые критики отмечали, что центральной в альбоме стала тема смерти. Так, Гуру Кен писал, что Земфира поставила перед собой сознательную задачу — завести серьёзный разговор об этом явлении, при этом на пластинке смерть неразрывно связана с любовью. Майя Кучерская также писала, что в альбоме две песни напрямую посвящены смерти, а в остальных она «постоянно мерцает». На этом фоне особенно выделяли песню «Река», которая, по мнению журналистов, посвящена смерти брата певицы. Евгений Белжеларский из «Итогов» писал, что из-за потерь, которые пережила Земфира за последние годы, смерть могла стать центральной темой в альбоме. Помимо озвученных, журналисты выделяли на пластинке проявление таких чувств, как любовь (заглавная песня), истерика и раздражённость («Без шансов»), тягость независимости («Чайка») и ностальгия («Если бы»).

## Музыка и тексты

### Жанр и стилистика
По словам исполнительницы, в альбоме сильно сказалось её увлечение ритмами и риффами. В противовес её предыдущей работе, где было много духовых и фортепиано, новый альбом построен на внятных ритмах, риффах и гитарных партиях. Земфира объясняла в интервью: «…риффовая музыка — это очень круто. Риффовую музыку — достаточно простую — писал Цой. В риффах есть что-то животное, так же, как и в ритме». По жанру альбом относили к року и поп-року, а по звучанию называли тихим, лаконичным и просто записанным (без оркестра и сложносочинённой электроники). Борис Барабанов писал, что звук диска получился «в высшей степени уютным, домашним», а в голосе Земфиры «стало меньше надрыва и больше ровной констатации».
В плане аранжировок пластинку называли аскетичной; отмечалось, что Земфира, на этот раз, «раздела» новые песни, оставив из инструментария только гитару, барабаны и фортепиано. Гитары были записаны, в основном, с использованием эффекта дисторшен, а ритмы, по мнению Евгения Белжеларского, звучат нарочито монотонно, в духе работ Ринго Старра. По стилистике альбом называли более эклектичным. Отмечалось наличие элементов таких стилей и жанров, как постпанк («Без шансов»), трип-хоп («Жить в твоей голове»), построк, брит-поп и блюз-рок. Многие критики отмечали, что Земфира в альбоме переработала находки многих иностранных музыкантов, в том числе Тома Йорка, Coldplay, Radiohead, Bon Iver и The xx.

### Композиции
- «Жить в твоей голове»

«Жить в твоей голове» — это медленная поп-рок-композиция, которую критики относили к классическим «земфировским медлякам» и романтическим балладам и находили в ней влияние блюза. Евгений Белжеларский из журнала «Итоги» описывал музыку песни, как «кухонный трип-хоп», а обозреватель «Ровесника» Радиф Кашапов находил отголоски композиции «Perth» группы Bon Iver. В качестве ударных в композиции использована барабанная дробь. По мнению обозревателя «Газета.Ru» Алексея Крижевского «Жить в твоей голове» написана о не прожитой до конца любви, а Николай Овчинников из интернет-газеты «Бумага» выделял в тексте строчки «И любить тебя неоправданно, отчаянно», которые, по его мнению, «растащат на цитаты мечтательные девушки-гуманитарии».
- «Без шансов»

«Без шансов» — это минималистская рок-композиция. Борис Барабанов писал, что в песне нет привычных для слуха аккордов, которые должны сразу понравиться. Основу песни, напротив, составляет «сухой гитарный бой и голос», а также гитарный рифф, исполненный на акустической гитаре и отсылающий к произведениям The Rolling Stones и Led Zeppelin. В «Афише» нашли схожесть в звучании песни со стилем группы Radiohead, при этом было отмечено, что в песне «рваный» темп, а припевы были описаны, как «припевы-выстрелы». Вокал Земфиры в песне исполнен с надрывными интонациями. Борис Барабанов отмечал: «Земфира — перфекционист, каждая песня переделывается и доводится в студии по многу раз, и если у слушателя возникло впечатление, что она надрывается, почти срывает голос, значит, так и должно быть». Дмитрий Веснин из Bigecho.ru отмечал, что по структуре песня отличается от ранних песен Земфиры: «Раньше в самых личных композициях певицы припевы отсутствовали как таковые — драматическое повествование в них абсолютно не нуждалось. Тут же на лицо разрыв шаблона — самая личная вещь спета срывающимся голосом и разбавленная монотонностью „не возвращайся никогда“». Отмечалось, что альбомная версия песни сильно отличается от сингловой: она выполнена в более гаражном варианте, с хриплыми интонациями в голосе, «кинжальными гитарными риффами и зубодробительными ударными» и звучит более энергично.
- «Деньги»

Следующая композиция «Деньги» также была описана, как минималистская. Отмечалось, что в ней повторяются приёмы, использованные в «Без шансов»: минималистская гитара, постоянное повторение одного и того же слова и эмоциональные «срывы» в припеве. Критики положительно описывали структуру композиции, отмечая, что «монотонное повторение заглавного слова ложилось на повторяющийся рифф на акустической гитаре» очень хорошо. По жанру песню относили в блюз-року. Наталья Зайцева из «Русского репортёра» писала, что в композиции слышно желание певицы порассуждать на светские темы.
- «Кофевино»

По мнению Александра Горбачёва, на песню «Кофевино» оказало влияние сотрудничество Земфиры с музыкантом Mujuice. В песне проявляется больше акустики, с активным участием электропианино, а гитарный проигрыш, по мнению обозревателя «Звуков. Ру», отсылает к произведениям группы U2. Наталья Зайцева писала о резком переходе в композиции от одной музыкальной фактуры к другой «с четким швом между темным вельветом куплета и летящим ярким шелком припева», а в Afisha.uz это описывали, как соединение романтики и грусти, которые выгодно разбавили общую картину пластинки. Отмечалось также наличие в «Кофевино» аллюзий на музыку групп «Кино» и «Технология».
- «Чайка»

«Чайку» критики сравнивали с песнями из первого альбома исполнительницы, описывая её, как громкую, буйную и самую мелодичную на диске. По аранжировке её сравнивали с композициями «Shiver» группы Coldplay и «The Bends» Radiohead, отмечая её размашистый ритм и звучащие в стиле группы Pink Floyd аккорды. Текст песни был описан, как «прямой и честный», а её тема затрагивает сохранность частной жизни и переживания певицы по этому поводу. Отмечалась также открытость высказывания Земфиры и такие строчки песни, как: «Хочется быть незаметной, невидной, неслышной, никем не опознанной. Хочется быть невесомой как пух, независимой от притяжения. Хочется быть невозможной, немыслимой, недопустимой, неправильной. Хочется жить!». Сергей Мудрик посчитал, что такие строчки, как «хочется быть незаметной, невидной, неслышной, никем не опознанной» и «хочется счастья и слёз, обычных слёз» показывают обобщённую мысль всего альбома и свидетельствуют о том, что исполнительница не хочет кому-то что-то доказывать.
- «Если бы»

«Если бы» — это спокойная, исполненная под гитару и электропианино, ностальгическая баллада. Критики описывали её, как самую слабую вещь в альбоме, хотя выделяли строчки «чтобы что-то изменить, мне придется умереть», которые, по мнению обозревателей, лучше всего иллюстрируют ответ певицы на вопрос: «Что делать?».
- «Похоронила»

Песня «Похоронила», которую описывали, как трагическую балладу, получилась мрачной и минорной. Критики находили в композиции околофольклорные, практически языческие, мотивы в тексте и религиозные в бэк-вокале, в котором певица использовала фрагмент церковного хорового пения из музыкального произведения «Alleluia Video Caelos Apertos», записанного хором Schola Hungarica Choir.
- «Река»

«Река» открывается музыкой в стиле Radiohead времён их альбома In Rainbows (конкретнее, её сравнили с треком «Reckoner»), но, как отмечала Наталья Зайцева, с «какими-то романсными, русскими гармониями». В песне в полной мере использованы гитары, барабаны и клавишные, а вокальные партии, напротив, оказались «утопленными» и исполнены почти шёпотом. По мнению Антона Семикина из «Каспаров. Ру» голос Земфиры в композиции кажется дрожащим и слабым, что отражает текст песни, в котором она поёт о смерти. В противовес этому, сразу за куплетом, с резким переходом, начинаются партии «грязной» гитары и ударных. По мнению Михаила Козырева «Река» является самой сильной вещью в альбоме, а в её тематике он проводил параллели с личной жизнью певицы, с тем, что происходило с ней в последние пять лет. Козырев отмечал, что такие строчки песни, как «Сегодня утром тело найдено в реке…», не оставляют сомнений в том, что композиция написана о гибели брата исполнительницы, который два года назад утонул в реке.
- «Кувырок»

В предпоследней песне альбома использованы позднерадиохедовский синтетический бит, клавиши, звучащие фоном и переборы гитары, аккорды которой отсылают к блюзу и музыке из вестернов. Музыку песни сравнивали с произведениями Тори Эймос.
- «Гора»

Закрывающая пластинку композиция «Гора» была названа эпической и сложно выстроенной песней, в которой «удачно зашифрованы аллюзии на политическую ситуацию, единственный намек на реальность в этом психоаналитическом альбоме». Отмечалось, что в ней заложен намёк на конфронтацию с внешним миром, который проявляется в строчках: «Врёте, вы все врёте». В самом конце трека звучит вокализ, состоящий из записанных порознь и сведённых вместе двух вокальных партий Земфиры, со словами: «Устали бешено, где-то поровну».

## Продвижение и релиз
14 февраля 2013 года альбом был размещён на сервисе Яндекс.Музыка для бесплатного прослушивания и начались его продажи в цифровом формате (MP3) на сайте лейбла Navigator Records. В тот же день он стал доступен для предзаказа в российском iTunes Store, где возглавил рейтинг продаж, но вскоре был снят с витрины. Большую часть тиража на компакт-дисках певица взяла с собой в турне, решив продавать диск на концертах, и таким образом, 15 февраля на концерте в Томске состоялись первые продажи альбома на физическом носителе. Кроме того, пластинку можно купить в интернет-магазине через официальный сайт Земфиры.
После выпуска релиз альбома на сервисе Яндекс. Музыка стал одним из самых обсуждаемых событий в российской блогосфере. По мнению музыкального обозревателя газеты «Коммерсантъ» Бориса Барабанова, факт ажиотажа вокруг пластинки может свидетельствовать о том, что формат альбома как музыкальной формы по-прежнему актуален.
16 февраля состоялся мировой релиз «Жить в твоей голове» в iTunes Store. На осень 2013 года запланировано коллекционное издание альбома, которое, по словам Андрея Матвеева (представителя певицы), будет дополнено «множеством сюрпризов».

### Земфира. Тур 2013
3 января 2013 года исполнительница анонсировала большой концертный тур под названием «Земфира. Тур 2013». Первоначально в расписании значилось 19 концертов в городах России, Эстонии, Литвы, Латвии и Украины. Первый концерт тура состоялся в Томске. Земфира исполнила девять песен из нового альбома и такие её известные хиты, как «Прогулка», «Рассветы», «Мачо» и др. Татьяна Федоткина из «МК» отмечала, что на концерте были неполадки со звуком, что сама Земфира прокомментировала на выступлении словами: «Несмотря ни на что, всё состоялось, альбом вышел, и я продолжаю творить. Это первый концерт после такого чудовищного перерыва, полгода мы не играли, поэтому прошу прощения за какие-то наши огрехи, мы очень стараемся. Короче, город Томск, город студентов, надеемся на вашу благосклонность». Поклонники певицы устроили на концерте несколько флешмобов: во время исполнения «Без шансов» через толпу передавали певице цветы гербера, а во время исполнения композиции «Деньги» — подбрасывали в воздух купюры. Концерт получил положительные отзывы. В «МК» писали, что на выступлении состоялся контакт со слушателями, а Александр Арляпов из Colta.ru отмечал, что новые песни артистки звучали «живьём» очень органично.
В феврале-марте стало известно, что Земфира, в рамках тура, выступит на нескольких фестивалях. Как было заявлено, в июне состоятся её выступления на финском мероприятии Rock The Beach и на московском Park Live. Также в график гастролей были включены другие города, в числе которых Уфа, Нижний Новгород, Мюнхен, Прага и др. В рамках тура был заявлен совместный благотворительный концерт Земфиры и группы DDT в их родном городе Уфе.

## Реакция критики
| Оценки критиков  | Оценки критиков |
| Источник         | Оценка          |
| ---------------- | --------------- |
| FashionTime.ru   | [ 55 ]          |
| Fuzz             | (положительная) |
| Lenta.ru         | (положительная) |
| Music.com.ua     | (8/10)          |
| NewsLab.ru       | (положительная) |
| Rolling Stone    | (без оценки)    |
| Trill            | [ 29 ]          |
| Weburg.net       | (7/10)          |
| Афиша            | (положительная) |
| Газета.Ru        | (положительная) |
| Звуки.Ру         | (смешанная)     |
| Известия         | (положительная) |
| РБК daily        | (смешанная)     |
| Русский репортёр | (положительная) |
| Ъ-Weekend        | (положительная) |

Обозреватель «Газета.Ru» Алексей Крижевский дал положительную оценку новому альбому, написав, что диск стал «самым печальным и интимным» в дискографии Земфиры. Журналист сравнивал параллели развития студийных альбомов певицы с последними работами Ника Кейва и пришёл к выводу, что «Жить в твоей голове» стал наиболее точным её высказыванием за всё время, что контрастирует с противоречивым альбомом «Спасибо» (2007). «На новом альбоме школьного вопроса „что же хотел сказать автор“ не возникает… Просто человек молчал пять лет и записал за это время десять песен, и, какие бы они ни были, никто талантливее него не споет и не запишет», — отмечал Крижевский. Александр Горбачёв из «Афиши» также положительно отозвался о пластинке. Критик называл её интровертной и лаконичной по звучанию. Алексей Пономарёв из интернет-издания Lenta.ru положительно оценил желание Земфиры делать музыку, которая нравится именно ей и выполнена без каких-либо канонов, а также лаконичность звука. Отмечая повзрослевшие тексты песен, журналист писал, что «Земфире меньше всего хочется остаться той самой Зёмой из учебника. И она вовсю пользуется своим уникальным статусом певицы номер один, чтобы максимально не соответствовать ожиданиям музыкальных критиков, раз за разом делая все по-своему». Борис Барабанов из «Ъ-Weekend» дал альбому положительный отзыв и писал, что в песнях больше нет свойственного ранним произведениям певицы «надрыва», но присутствует «взрослая, трезвая сила и понимание». «В конечном счете „Жить в твоей голове“ ставит вопрос о возможности частной жизни как таковой. И это касается не только артистки, уставшей от папарацци, но каждого, кто мечтает о собственном коконе-рае, а мир жалит его информационными выпусками, природными катаклизмами и законодательными инициативами Госдумы. И теперь попробуйте сказать, что этот альбом не про вас», — отмечал критик.
Музыкальный критик Владимир Полупанов положительно оценил диск, назвав его очень личным и лиричным, при этом отметив, что он вызывает противоречивые эмоции и отчётливо показывает творческий рост исполнительницы. Сергей Мезенов из NewsLab.ru писал, что «Жить в твоей голове» — «такой альбом, который положено выпускать главной певице страны; невероятно красивый, изобретательный, но без вычурности, звонкий и тонкий, нервный и нежный». Андрей Бухарин из Rolling Stone Russia отказался давать диску оценку. Он назвал альбом поразительно откровенной и «глубоко персональной» работой и писал, что поначалу диск можно назвать скучным, а «когда пластинка переваливает за середину, становится уже вовсе не скучно, а страшно». Своё нежелание оценивать диск критик аргументировал тем, что в нём проявилось невероятное давление на творческий процесс Земфиры со стороны публики, которой он и предложил оценить «Жить в твоей голове».
Обозреватель интернет-портала «Звуки.Ру» Сергей Мудрик дал смешанную оценку альбому. Сравнивая его с диском «Вендетта», критик писал, что «Жить в твоей голове» — это «и есть „Вендетта“, с поправкой на прошедшее время. И альбом, видимо, займёт подобающее место в сердцах и умах поклонников и не очень — наверное, пластинка всё-таки слабее своего собрата восьмилетней давности, но эффект сумасшедшего ожидания даст действительно хорошей записи в глазах слушателей ещё очков. Дескать, подтвердила уровень, молодец». Редактор музыкального раздела «Русского репортёра» Наталья Зайцева отмечала, что по большей части (за исключением песен «Без шансов» и «Деньги») новый альбом очень схож с первыми работами певицы, но только с изменённым подходом к звуковым текстурам («более умным и изысканным»). «Земфире уже давно не надо никому ничего доказывать, но этот альбом лишний раз демонстрирует, кто у нас тут главный гений», — посчитала критик.
Литературный критик и колумнист газеты «Ведомости» Майя Кучерская раскритиковала альбом за отсутствие стоящих песен и тему смерти, которая, по её мнению, превалирует в большинстве композиций на пластинке. Кучерская посчитала, что Земфира не смогла в какой-то момент найти «новую точку старта» и «из бунта, боли шагнула в отстраненно-декадентскую интонацию». Николай Овчинников из интернет-газеты «Бумага» дал положительный отзыв на альбом, в котором писал, что Земфира снова смогла уловить «дух времени» и «когда перед каждым за последние полтора года встал вопрос самоидентификации, [она] не сбежала обратно в ракушку и не влезла на баррикады, а предложила ещё немного покопаться в себе и найти любовь — неоправданную и отчаянную — и вновь всех обыграла».
Музыкальный журналист и критик Гуру Кен посвятил альбому новый выпуск своей авторской радиопередачи «Гуру Кен Шоу». Обозреватель дал смешанную оценку новой работе певицы, написав, что она поставила перед собой новую задачу — завести серьёзный разговор о смерти и «лучше всего у Земфиры получается, когда она соединяет надрыв, любовь и смерть своей внутренней гармонией, своей внутренней симфоничностью». Гуру Кен назвал лучшими песнями «Похоронила» и заглавную композицию. Алексей Певчев из «Известий» писал, что в музыкальном плане новый альбом отражает отход Земфиры от массовой музыки и сравнивал новый период её творчества с десятилетним экспериментальным опытом Radiohead. По мнению критика, «Жить в твоей голове» заслуживает похвал и за музыку и за тексты, хотя диск совершенно не рассчитан на массовую аудиторию.
Игорь Кузьмичев из FashionTime.ru поставил альбому высшую оценку, посчитав, что песням было подобрано наиболее точное и сбалансированное сопровождение. «Земфире обычно ставят в заслугу умение схватить дух времени; так вот, новая пластинка существует все-таки вне, чем в конкретном году. В то же время, уверен, пройдет пара лет, и „Жить“ покажется яркой открыткой из 2013-го», — писал журналист. Дмитрий Ханчин из «Областной газеты» дал диску положительный отзыв. Журналист писал, что широкая публика скорее всего не примет «Жить в твоей голове» и в этом нет ничего необычного, так как «альбом предназначен для внимательного и уединённого прослушивания, а это в наши времена — редкая роскошь. Но мы всё же очень рекомендуем вам внимательно ознакомиться с данной пластинкой, ведь за её бледной, невыразительной внешностью скрывается целый мир».
Яна Брусиловская из Fuzz дала положительный отзыв на альбом. Автор рецензии посчитала, что Земфира снова смогла попасть в дух времени, хотя «её новые песни носят абстрагированный и декадентский характер». Евгений Белжеларский из журнала «Итоги» дал смешанную оценку диску. Он положительно оценил упрощённый звук пластинки и увидел в этом параллель с альбомом «Вендетта», в котором, по его мнению, Земфира сделала первый шаг в сторону «элементарных мелодики и аранжировок». С другой стороны, автор дал среднюю оценку текстам и тематике смерти альбома, посчитав, что «лирическая героиня [певицы] состарилась, но не повзрослела». Ольга Алымова из «РБК daily» дала пластинке смешанную оценку и отмечала, что «Жить в твоей голове» будет интересна скорее фанатам певицы, чем стороннему слушателю. Олег Лузин из Weburg.net называл альбом слишком мрачным и меланхоличным, но отмечал присутствие на пластинке таких хитов, как «Без шансов» и «Деньги».
Агрегатор критических рецензий Ratemate.ru по сумме критических отзывов присвоил альбому рейтинг 85 баллов из 100.
Joy Tartaglia из Music.com.ua дал положительную оценку работе (8 баллов из 10). Критик посчитал, что альбом отразил взросление Земфиры и её столкновение с обыденностью: «Какой бы статус ей ни приписывали, ей никуда не деться от обычного человеческого взросления — вместе со своими странными сюжетами, своим надрывом, своей неприкаянностью, как взрослеют, скажем, Пи Джей Харви, Тори Амос или Бьорк, такие же женщины-кризис». Антон Семикин из интернет-газеты «Каспаров.Ru» писал, что «Жить в твоей голове» оказался, как и другие альбомы певицы, непохожим на другие её работы. По мнению обозревателя, самым неожиданным, интересным и ценным на диске стало то, что в его «мучительной рефлексии и ранимой эмоциональности» стало проявляться то, что можно назвать словом «мудрость».
Оксана Мелентьева из музыкального интернет-журнала Trill поставила альбому высшую оценку и писала, что «Жить в твоей голове» можно сравнить с альбомом «Вендетта», который, по мнению критика, был лучшим в дискографии певицы: «Слушая шестое полноформатное творение певицы „Жить в твоей голове“ приходишь к заключению, что Земфира не прыгнула выше „Вендетты“. Не прыгнула выше, но прыгнула так же высоко и намного в сторону. Более того, она выпорхнула с низкого старта, сбросив электронные „вендеттовые“ одежды и оставшись завернутой в первоначальную гитарно-ударную оболочку». Надя Журавлёва из Afisha.uz поставила альбому 9 баллов из 10, отметив пронзительную искренность новых песен исполнительницы и пришла к выводу, что «спустя 6 лет Земфира вернулась с… …отличным материалом».
Денис Ступников из KM.RU назвал альбом провальным и дал ему негативную рецензию, написав, что «самокопание» певицы успело надоесть и в пластинке не хватает «воздуха, простора, свежести, витальности». Русскоязычное издание журнала Maxim назвало «Жить в твоей голове» альбомом месяца. В издании отмечали современность звучания альбома, которая подходит Земфире и задавались вопросом: «И всё же станет самый обсуждаемый русский альбом лучшим?», — отвечая на него: «Может, да. А может, точно да».

## Коммерческий успех
Как сообщали в РИА Новости, за первые 12 часов после издания на сервисе Яндекс.Музыка, песни альбома были прослушаны более миллиона раз. Наиболее популярной оказалась заглавная композиция, которая набрала за это время 227 тысяч прослушиваний, что в среднем в два раза больше количества прослушиваний других песен. После размещения пластинки на iTunes, «Жить в твоей голове» стартовала на первом месте в недельном чарте российского отделения интернет-магазина. В число наиболее скачиваемых также попал другой альбом Земфиры — «Прости меня моя любовь», — оказавшийся на восьмом месте. За два дня после релиза в iTunes Store было продано 5 тысяч экземпляров альбома, что стало рекордом для российского отделения магазина. Через онлайн-магазин на сайте выпускающего лейбла пластинку приобрели 10 тысяч покупателей.
22 февраля стало известно, что новый альбом исполнительницы побил все рекорды популярности сервиса Яндекс. Музыка. За четыре дня его песни были прослушаны в количестве более 3,8 миллионов раз. Этот показатель более чем в пять раз превышает число прослушиваний ближайшего конкурента пластинки. Земфира также побила рекорд по количеству попаданий в десятку самых прослушиваемых треков сервиса: шесть её песен представлены в топ-10, а заглавная «Жить в твоей голове» обогнала ближайшего конкурента — «Gangnam Style», — на 400 тысяч прослушиваний. В топ Яндекс. Музыки также попали такие альбомы певицы, как «Прости меня моя любовь», саундтрек к фильму «Последняя сказка Риты» и её дебютный альбом «Земфира».
По итогам десяти дней, диск был прослушан на Яндекс. Музыке более 5,6 млн раз. За три недели после релиза, через iTunes Store сам альбом или песни из него были скачаны более 15 тысяч раз. На сайте Navigator Records альбом скачали более 12 тысяч раз. Продажи компакт-дисков превысили 10 тысяч экземпляров. В общей сложности, исполнительница заработала на продажах пластинки более 2 млн рублей и, по сообщениям газеты «Ведомости», это стало абсолютным рекордом для российского исполнителя по реализации музыки в интернете.

## Список композиций
Слова и музыка всех песен — Земфира Рамазанова.

В песне «Похоронила» использован фрагмент записи «Alleluia Video Caelos Apertos» Schola Hungarica Choir.
| №                   | Название              | Длительность |
| ------------------- | --------------------- | ------------ |
| 1.                  | «Жить в твоей голове» | 5:24         |
| 2.                  | «Без шансов»          | 2:46         |
| 3.                  | «Деньги»              | 3:57         |
| 4.                  | «Кофевино»            | 3:33         |
| 5.                  | «Чайка»               | 3:24         |
| 6.                  | «Если бы»             | 3:44         |
| 7.                  | «Похоронила»          | 3:29         |
| 8.                  | «Река»                | 3:24         |
| 9.                  | «Кувырок»             | 3:36         |
| 10.                 | «Гора»                | 5:17         |
| Общая длительность: | Общая длительность:   | 38:34        |

## Участники записи
В работе над альбомом принимали участие:

| - Земфира — вокал, автор песен, родес-пиано, акустическая гитара (дорожки 3 и 5), продюсирование, программирование, микширование - Андрей Самсонов — сопродюсирование, звукорежиссёр, программирование, микширование, мастеринг - Павло Шевчук — звукорежиссёр - Алексей Белый — инженер записи - Александр Бахирев — инженер записи - Борис Истомин — мастеринг - Дмитрий «Демур» Емельянов — fx, гитара, программирование, микширование | - Дэн Маринкин — барабаны, перкуссия - Алексей Беляев — бас - Владимир Корниенко — гитара (дорожка 7) - Сергей Ткаченко — акустическая гитара (дорожки 4 и 6) - Пётр Чернявский — акустическая гитара (дорожка 9) - Костя Чалых — акустическая гитара (дорожка 9), гитара (дорожка 7) - Роман Литвинов — fx (дорожка 2) - Рената Литвинова — фотографии - Дмитрий Исхаков — фотографии - Марат Бедретдинов — оформление |  |

## История релиза
| Регион                               | Дата            | Формат               | Лейбл             |
| ------------------------------------ | --------------- | -------------------- | ----------------- |
| Россия, Украина, Беларусь, Казахстан | 14 февраля 2013 | Цифровая дистрибуция | Navigator Records |
| Россия                               | 15 февраля 2013 | Компакт-диск         | Navigator Records |
| Страны iTunes Store (id603159768)    | 16 февраля 2013 | Цифровая дистрибуция | Navigator Records |

## Награды и номинации
| Год  | Награда        | Номинированная работа | Категория                    | Результат |
| ---- | -------------- | --------------------- | ---------------------------- | --------- |
| 2012 | Чартова дюжина | «Без шансов»          | Музыка                       | Победа    |
| 2012 | Чартова дюжина | «Без шансов»          | Поэзия                       | Номинация |
| 2012 | Чартова дюжина | «Без шансов»          | Песня                        | Номинация |
| 2014 | Чартова дюжина | «Жить в твоей голове» | Альбом                       | Номинация |
| 2014 | Чартова дюжина | «Кофевино»            | Песня                        | Номинация |
| 2014 | Степной волк   | «Жить в твоей голове» | Альбом                       | Номинация |
| 2014 | Премия RU.TV   | «Жить в твоей голове» | Возвращение года             | Номинация |
| 2017 | Премия Муз-ТВ  | «Жить в твоей голове» | Лучшая песня пятнадцатилетия | Номинация |